# Polizeiruf 110: Liebeswahn
Liebeswahn ist ein deutscher Kriminalfilm von Thomas Stiller aus dem Jahr 2014. Es ist die 341. Folge innerhalb der Filmreihe Polizeiruf 110 und der neunte Fall für Hauptkommissar Alexander Bukow (Charly Hübner) und die LKA-Beamtin Katrin König (Anneke Kim Sarnau). Die Haupt-Gastrollen sind in dieser Folge besetzt mit Sandra Borgmann, Alma Leiberg und Isis Krüger.
Nachdem einem Mann mit einer Gartenschere die Zunge brutal aus dem Mund geschnitten wurde, woraufhin er letztendlich verblutete, vermuten die Kommissare Bukow und König zunächst einen mafiösen Hintergrund.

## Handlung
Die Kriminalhauptkommissare Bukow und König werden in der Nacht zu einem mysteriösen Todesfall gerufen. Ein Mann ist verblutet, nachdem ihm jemand die Zunge abgeschnitten hat. Für die Ermittler sieht das nach Mafia-Methoden aus. Sie nehmen Kontakt zur Hamburger Polizei auf, wo es vor Jahren in einem Swingerclub einen ähnlichen Fall gab. Ein Unterschied besteht allerdings darin, dass dem Hamburger Opfer die Zunge nicht vorher abgeklemmt wurde, wie es in Rostock der Fall war.
Um die Identität des Toten zu klären, wird ein Foto in der Zeitung veröffentlicht. Daraufhin meldet sich die medizinisch-technische Assistentin Martina Reuter und identifiziert das Opfer als Jürgen Heinze. Nach ihren Angaben hatte ihr Exfreund vor kurzem eine neue Frau kennengelernt. Obwohl Reuter nichts von BDSM-Praktiken erzählt hatte, finden Bukow und König eindeutige Hinweise dafür in Heinzes Wohnung. Sie können auch den Rostocker Club ausfindig machen, in dem er mit seiner damaligen Freundin regelmäßig verkehrte. Da Martina Reuter dazu neigte, brutaler vorzugehen als üblich, erhielten beide Hausverbot. Das hat zur Folge, dass Martina Reuter im Zentrum der Aufmerksamkeit der Ermittler steht, wobei diese nicht bemerken, dass sie selbst zum Ziel des Täters werden.
Seit einiger Zeit geschehen seltsame Dinge: Vor Bukows Haus hat jemand Rosenblätter verstreut. Er bekommt einen Brief mit einer Liebeserklärung, während seine Frau Vivian dabei beobachtet wurde, wie sie sich mit Bukows Kollegen Thiesler trifft. Ihr Auto wird obszön beschmiert und am Telefon beschimpft sie jemand mit verstellter Stimme als „Drecksnutte“. Aber auch Katrin König wird heimlich observiert. Per Chat wird sie zunächst beleidigt und am nächsten Tag beim Joggen tätlich angegriffen. Als Bukow seiner Kollegin in die Klinik folgt, nutzt der Stalker die Chance und dringt in sein Haus ein und schlitzt Vivians Kleider auf. Dabei handelt es sich um die Ärztin Clara Fischer, die Bukow zufällig im Krankenhaus kennengelernt hatte, als er seinen Sohn dort behandeln lassen musste und die ihm sofort sympathisch war. Bukow vermutet allerdings, dass Martina Reuter dahintersteckt, und ahnt nicht, dass er selbst in die Falle gerät. Nachdem Fischer bemerkt, dass ihre wahnhafte Liebe von Bukow nicht in dem gewünschten Maße erwidert wird, setzt sie ihn mit einem Narkosemittel außer Gefecht, verschleppt ihn in den Keller des Klinikums und fesselt ihn an einen Stuhl. Auf Fischers Vorwurf, warum er sie nicht habe lieben können, versucht Bukow ihr klarzumachen, dass er sie doch möge. Aber Fischer ist das nicht genug und will ihm für seine „Verlogenheit“ die Zunge abschneiden, obwohl ihr dies keinen Spaß mache. Sie könne jedoch nicht zulassen, dass er noch mehr Frauen anlügen und Herzen wie ihres brechen würde.
Bukows Kollegen bemerken gerade noch rechtzeitig, dass er urplötzlich verschwunden ist, und finden heraus, dass es eine Verbindung zu Samuels Behandlung und der ihn behandelnden Ärztin gibt. Sie folgen der Spur bis in den Keller der Klinik. Um Bukow zu retten, muss König auf die psychisch kranke Frau schießen, die dabei tödlich getroffen wird.

## Rezeption

### Einschaltquote
Bei seiner Erstausstrahlung am 12. Januar 2014 in der ARD erreichte diese Polizeiruf-Folge mit dem Ermittlerduo aus Rostock 8,88 Millionen Zuschauer, was einem Marktanteil von 23,6 % entsprach.

### Kritik
Rainer Tittelbach von tittelbach.tv urteilte anerkennend: „Rostock wird zum Thriller-Land, der Tatort ein Folterkeller, das Kapuzenmonster geht um. Autor-Regisseur Thomas Stiller führt den Zuschauer in die kranke Parallelwelt eines liebeswahnsinnigen Menschen. Dieser Fall tut dem Top-Duo gut. Und Sarnau & Hübner steht auch Stillers Sinn für Stil bestens zu Gesicht.“
Bei Spiegel Online fand Christian Buß, trotz grobem „Genre-Bausatz“ und einiger „Logiklöcher“ kann der Krimi „punkten. Alle Charaktere des Rostocker ‚Polizeiruf‘ sind generell so glaubhaft, dass sie auch in fahrlässig zusammengelöteten Handlungskonstruktionenen funktionieren.“
Die Frankfurter Allgemeine Zeitung hingegen hält diesen Polizeiruf für „misslungen“ und nennt ihn einen „billigen Horrorfilm.“ Weiter heißt es: „Wir haben schon viel gesehen und viel ertragen, aber das nun setzt der Publikumsverachtung die Krone auf: Die ‚Polizeiruf‘-Folge ‚Liebeswahn‘ hat, obwohl es erst Anfang Januar ist, gute Chancen auf den Titel ‚Dümmstes Drehbuch des Jahres‘.“